# Erich Laeisz
Erich Ferdinand Laeisz (ausgesprochen: „Leiß“; * 25. Dezember 1888 in Hamburg; † 17. Januar 1958 in Feldafing) war ein deutscher Regattasegler, Reeder und Politiker.

## Werdegang
Erich Laeisz trat 1904 im Alter von 16 Jahren dem Norddeutschen Regatta Verein bei. 1918 übernahm er als Sohn von Carl Ferdinand Laeisz die Hamburger Reederei F. Laeisz. Er war der letzte männliche Nachkomme und Reedereinachfolger der Familie.
Zwischen 1924 und 1927 war er für die Deutschnationale Volkspartei Abgeordneter in der Hamburgischen Bürgerschaft. 1926 wurde er in den Vorstand des Norddeutschen Regatta Vereins gewählt. Bei den Olympischen Spielen 1928 in Amsterdam wurde er in der Regatta in der 6-Meter-Klasse Neunter. Zur Crew der Pan gehörten zudem Anton Huber, Hans Paschen, Oswald Thomsen und Carl Wentzel.
1934 stellte er sich in einem Lokal auf Helgoland vor englische Gäste, als diese von Mitgliedern der Sturmabteilung (SA) angegangen wurden. Aufgrund dieses Vorfalls wurde er seines Amtes als Vize-Vorsitzender des Norddeutschen Regattavereins enthoben. Seine Frau Franziska, die nach den NS-Rassegesetzen als Halbjüdin galt, hatte er nach London gebracht und sich zu seiner Sicherheit von ihr scheiden lassen. Nach dem Zweiten Weltkrieg heiratete das Paar wieder. Zudem war er von 1946 bis 1949 Vorsitzender und anschließend bis 1953 stellvertretender Vorsitzender des Norddeutschen Regattavereins.